# East Albury
East Albury is een voorstad van Albury en had in 2006 een bevolking van 5.686 mensen.